# Steff Cras
Steff Cras (Geel, 13 de febrero de 1996) es un ciclista belga, miembro del equipo Team TotalEnergies.

## Palmarés
2025
- 1 etapa de la Vuelta a Asturias

## Resultados en Grandes Vueltas
| Carrera | Carrera         | 2018 | 2019 | 2020 | 2021 | 2022 | 2023 | 2024 | 2025 |
| ------- | --------------- | ---- | ---- | ---- | ---- | ---- | ---- | ---- | ---- |
|         | Giro de Italia  | —    | —    | —    | —    | —    | —    | —    | —    |
|         | Tour de Francia | —    | —    | Ab.  | —    | —    | Ab.  | 17.º | Ab.  |
|         | Vuelta a España | —    | 76.º | —    | 20.º | Ab.  | 11.º | —    | —    |

—: no participa

Ab.: abandono

## Equipos
- Team Katusha-Alpecin[1] (2018-2019)
- Lotto Soudal[2] (2020-2022)
- Team TotalEnergies (2023-)